# Хейл, Фиона
Фио́на Хейл (англ. Fiona Hale), урождённая — Кэ́мпбелл Шилдс (англ. Campbell Shields; 7 февраля 1926, Нью-Йорк, Нью-Йорк, США — 22 апреля 2014, США) — американская актриса

.

## Биография и карьера
Фиона Кэмпбелл Шилдс (позже Хейл) родилась 7 февраля 1926 года в Нью-Йорке (штат Нью-Йорк, США).
Её карьера началась в 1949 году в фильме «Харриет Крейг». Она известна своими ролями в фильмах «Особое мнение» (2002 год), «Загадочная история Бенджамина Баттона» (2008) и «Семь жизней» (2008).
Хейл скончалась 22 апреля 2014 года в США на 89-м году жизни.

## Избранная фильмография
| Год       |   | Русское название                      | Оригинальное название               | Роль                       |
| --------- | - | ------------------------------------- | ----------------------------------- | -------------------------- |
| 1959      | с | Дымок из ствола                       | Gunsmoke                            | Миссис Крамли              |
| 1994      | с | Сёстры                                | Sisters                             | Миссис Голдберг            |
| 1995      | с | Эллен                                 | Ellen                               | Бабушка                    |
| 1998      | с | Полиция Нью-Йорка                     | NYPD Blue                           | Мэйвис Шатци               |
| 1998      | с | Скорая помощь                         | ER                                  | Эмили Холмс                |
| 1999      | с | Фрейзер                               | Frasier                             | Миссис Хокинс              |
| 1999      | с | Справедливая Эми                      | Judging Amy                         | Руби                       |
| 2002      | ф | Особое мнение                         | Minority Report                     | Пожилая женщина            |
| 2002—2005 | с | Малкольм в центре внимания            | Malcolm in the Middle               | Пожилая леди / Эдна Торнби |
| 2003      | с | Уилл и Грейс                          | Will & Grace                        | Рут                        |
| 2004      | с | Дрейк и Джош                          | Drake & Josh                        |                            |
| 2005      | с | Юристы Бостона                        | Boston Legal                        | Миссис Феррион             |
| 2005      | с | Риба                                  | Reba                                | Пожилая женщина            |
| 2006      | с | Отчаянные домохозяйки                 | Desperate Housewives                | тётя Ферн                  |
| 2007      | с | Отряд «Антитеррор»                    | The Unit                            | Миссис Фрост               |
| 2008      | ф | Загадочная история Бенджамина Баттона | The Curious Case of Benjamin Button | миссис Холлистер           |
| 2008      | ф | Семь жизней                           | Seven Pounds                        | Инес                       |
| 2011      | с | Воспитывая Хоуп                       | Raising Hope                        | Бабушка                    |
| 2013      | ф | Невероятный Бёрт Уандерстоун          | The Incredible Burt Wonderstone     | Грейс                      |